# Xian de Yuexi (Sichuan)
Pour les articles homonymes, voir Yuexi.
Le xian de Yuexi (越西县 ; pinyin : Yuèxī Xiàn) est un district administratif de la province du Sichuan en Chine. Il est placé sous la juridiction de la préfecture autonome yi de Liangshan.

## Démographie
La population du district était de 234 499 habitants en 1999.